# Großer Preis von Frankreich 1948
Der XXXV. Große Preis von Frankreich (XXI Grand Prix de l’Automobile Club de France) fand am 18. Juli 1948 auf dem Circuit de Reims-Gueux in Frankreich statt. Das Rennen zählte zur Kategorie der Grandes Épreuves und wurde nach den Bestimmungen der Internationalen Grand-Prix-Formel bzw. Formel 1 (Rennwagen mit Motoren bis 1,5 Liter Hubraum mit Kompressor bzw. bis 4,5 Liter Hubraum ohne Kompressor; Renndistanz mindestens 300 km bzw. mindestens drei Stunden Renndauer) über 64 Runden à 7,816 km ausgetragen, was einer Gesamtdistanz von 500,224 km entsprach.
Sieger wurde Jean-Pierre Wimille mit einem Alfa Romeo Tipo 158 „Alfetta“. Mit Consalvo Sanesi und Alberto Ascari auf den Plätzen zwei und drei kam das Alfa-Romeo-Team dabei zu einem Dreifacherfolg.

## Das Rennen
Nachdem sich die Behelfs-Rennstrecke von Lyon-Parilly im Vorjahr eines Grand-Prix-Rennens als komplett unwürdig erwiesen hatte, kehrte der Frankreich-Grand-Prix 1948 mit dem schnellen Dreieckskurs von Reims-Gueux wieder an einen seiner traditionellen Austragungsorte zurück.
Trotz der anhaltenden Siegesserie mit dem Erfolgsmodell „Alfetta“ erschien die Mannschaft von Alfa Romeo in äußerst gedrückter Stimmung zum Rennen. Nach dem Unfalltod von Achille Varzi im Training zum Großen Preis der Schweiz hatte sich Carlo Felice Trossi unmittelbar nach seinem dortigen Sieg zur Behandlung seines Gehirntumors in eine Klinik begeben müssen, so dass das ehedem so eindrucksvoll besetzte Team mit Jean-Pierre Wimille nur noch über einen fest verpflichteten Spitzenfahrer verfügte, der sich zudem in der Vergangenheit einige Male durch Nichtbeachtung der Stallorder bei der Teamleitung um Gianbattista Guidotti recht unbeliebt gemacht hatte. Der nunmehr zum zweiten Fahrer aufgestiegene Consalvo Sanesi war dagegen in erster Linie ursprünglich deswegen unter Vertrag genommen worden, um die eigene Firmenbelegschaft durch Verpflichtung eines „Werktätigen“ – Sanesi war angestellter Testfahrer des Konzerns – zufrieden zu stellen, konnte aber fahrerisch nie an die Leistungen seiner wesentlich erfolgreicheren Teamkollegen heranreichen. Um die von Varzi und Trossi hinterlassene Lücke wenigstens einigermaßen zu schließen, wurde für dieses eine Rennen daher der aufstrebende Nachwuchsfahrer Alberto Ascari ins Team aufgenommen, der damit unter großer öffentlicher Aufmerksamkeit in die Fußstapfen seines zu diesem Zeitpunkt noch wesentlich berühmteren Vaters Antonio Ascari, dem Sieger der Großen Preise von Italien 1924 und von Belgien 1925, jeweils auf Alfa Romeo, trat.
Die Verpflichtung Ascaris stellte gleichzeitig auch eine erhebliche Schwächung im Lager des in dieser Saison bislang einzigen halbwegs ernstzunehmenden Alfa-Romeo-Konkurrenten dar, wo nun Ascaris enger Freund Luigi Villoresi – der sich nach dem frühen Unfalltod seines Bruders Emilio in 1939 geschworen hatte, nie für Alfa Romeo zu fahren – nun praktisch ganz allein die Fahne von Maserati am Steuer seines von der Scuderia Ambrosiana als halboffizielles Werksteam eingesetzten neuen Maserati 4CLT/48 hochhalten musste. Ältere Maserati-Modelle wurden außerdem von Raymond Sommer, Emmanuel de Graffenried und Nello Pagani gefahren, waren gegen die übermächtigen Alfetta aber praktisch von vorneherein chancenlos.
Ebenso unterlegen, aber zumindest in der Zwischenzeit deutlich standfester erwiesen sich dagegen die Lago-Talbot mit ihren genügsamen 4,5-Liter-Sechszylinder-Saugmotoren, von denen neben den zwei Vorkriegs-Prototypen der Ecurie France mit Louis Chiron (auf dem „Monoplace Centrale“) und Yves Giraud-Cabantous („Monplace Decalée“) am Steuer mittlerweile nicht weniger als vier aktuelle Grand-Prix-Modelle vom Typ Talbot T26C für die Privatfahrer Philippe Étancelin, Louis Rosier, George Raphaël Béthenod de Montbressieux (aka „Georges Raph“) und Gianfranco Comotti – bis auf Rosier allesamt Grand-Prix-Veteranen der Vorkriegszeit – zur Verfügung standen.
Relativ unbeachtet von der Öffentlichkeit erfolgte außerdem das Grand-Prix-Debüt des in Europa noch weitgehend unbekannten Argentiniers Juan Manuel Fangio – der jedoch schon bald zu den ganz Großen des Automobilsports gezählt werden sollte – am Steuer eines deutlich untermotorisierten Simca-Gordini T11 Formel-2-Rennwagen. Schließlich tauchte zum Training auch der französische Nationalrennwagen CTA-Arsenal noch einmal auf, wurde aber nach einer erneut blamabel verlaufenden Vorstellung schließlich endgültig zur Seite gestellt.
Während des Trainings gelang es Wimille mit seiner Alfetta, bereits wieder nah an die 1939 von Hermann Lang noch auf dem 3-Liter-Mercedes-Benz W154 aufgestellte Trainingsbestzeit heranzukommen, und auch im Rennen lag er die ersten 20 Runden hindurch völlig unangefochten vor seinem neuen Teamkollegen Ascari in Führung. Das einzige Spannungsmoment hatte zunächst Villoresi geboten, der sich von seiner hinteren Startposition – die Maserati-Mannschaften waren berüchtigt dafür, zu den Rennen häufig zu spät für die Trainingssitzungen anzureisen – innerhalb einer Runde quer durchs gesamte Feld nach vorne arbeiten und in der zweiten Runde sogar den drittplatzierten Alfa Romeo von Sanesi hinter sich lassen konnte. Bald musste er jedoch erneut den Preis für seine materialbeanspruchende Fahrweise bezahlen und sein Rennen bestand ab der siebten Runde im Prinzip nur noch aus einer Abfolge von regelmäßigen Reparaturstopps für seinen Maserati, während der auch der als Ersatzfahrer gemeldete Topstar der Vorkriegszeit Tazio Nuvolari, körperlich und psychisch bereits schwer gezeichnet, beim allerletzten Grand-Prix-Einsatz seiner Karriere das Auto für ein paar Runden übernahm.
Aber auch am Alfa Romeo von Wimille stellten sich nun mehr und mehr Probleme ein. In der 20. Runde musste er seine Führungsposition wegen eines außerplanmäßigen Reifenwechsels zum ersten Mal an Ascari abgeben, der jedoch von den Boxen aus an die ausgegebene Stallregie erinnert wurde und seinen Teamkapitän wenige Umläufe später wieder passieren ließ. Nach den planmäßigen Tankstopps zu Rennmitte musste Wimille ab der 36. Runde die Boxen mit leckgeschlagenem Kühler noch drei weitere Male aufsuchen, um Kühlflüssigkeit nachzufüllen. Nur unter großen Mühen gelang es dem Team, Ascari möglichst unauffällig für das Publikum – unter anderem durch einen vorsorglichen Boxenstopp für eine gründliche Inspektion seines Rennwagens – so weit einzubremsen, dass Wimille wie vorgesehen den Sieg vor heimischer Kulisse doch noch erringen konnte. Ascari beugte sich schließlich der Teamorder sogar noch ein weiteres Mal und ließ auch Sanesi noch passieren.
Am Ende kam Alfa Romeo trotz dieser Widrigkeiten somit sogar noch zu einem Dreifacherfolg mit Comotti auf seinem Talbot als bestplatzierter Fahrer eines „Fremdfabrikats“ mit ganzen zwei Runden Rückstand auf den Sieger auf Platz vier, Ausdruck totaler Alfa-Romeo-Dominanz.

## Meldeliste
| Team                                                 | Nr. | Fahrer                          | Info  | Chassis                              | Motor                           | Reifen |
| ---------------------------------------------------- | --- | ------------------------------- | ----- | ------------------------------------ | ------------------------------- | ------ |
| Écurie France                                        | 02  | Louis Chiron                    |       | Talbot-Lago T26 „Monoplace Centrale“ | Talbot-Lago T26 4.5L I6         |        |
| Écurie France                                        | 04  | Yves Giraud-Cabantous           |       | Talbot-Lago T26 „Monoplace Décalée“  | Talbot-Lago T26 4.5L I6         |        |
| Écurie Mundia Course                                 | 06  | „Raph“                          |       | Talbot-Lago T26C                     | Talbot-Lago T26 4.5L I6         |        |
| Écurie Rosier                                        | 08  | Louis Rosier                    |       | Talbot-Lago T26C                     | Talbot-Lago T26 4.5L I6         |        |
| G. Comotti                                           | 10  | Gianfranco Comotti              |       | Talbot-Lago T26C                     | Talbot-Lago T26 4.5L I6         |        |
| Écurie Lutetia                                       | 12  | Eugène Chaboud                  |       | Delahaye 135S „Spéciale“             | Delahaye 175 4.5L V12           |        |
| Écurie Lutetia                                       | 14  | Charles Pozzi                   |       | Talbot-Lago T150C/T26SS „Spéciale“   | Talbot-Lago T26 4.5L I6         |        |
| Centre d’étude technique de l’automobile et du cycle | 16  | Eugène Martin                   | DNS a | CTA-Arsenal                          | CTA-Arsenal 1.5L V8 Kompressor  |        |
| Centre d’étude technique de l’automobile et du cycle | 18  | Raymond Sommer                  | DNS b | CTA-Arsenal                          | CTA-Arsenal 1.5L V8 Kompressor  |        |
| Centre d’étude technique de l’automobile et du cycle | 18  | Raymond Sommer                  |       | Maserati 4CL                         | Maserati 4CL 1.5L I4 Kompressor |        |
| Équipe Simca-Gordini                                 | 20  | Giuseppe Farina                 | DNA   | Simca-Gordini T15                    | Simca-Gordini 1.4L I4           |        |
| Équipe Simca-Gordini                                 | 20  | Pierre Veyron                   |       | Simca-Gordini T15                    | Simca-Gordini 1.4L I4           |        |
| Équipe Simca-Gordini                                 | 22  | Juan Manuel Fangio              |       | Simca-Gordini T15                    | Simca-Gordini 1.4L I4           |        |
| P. Étancelin                                         | 24  | Philippe Étancelin              |       | Talbot-Lago T26C                     | Talbot-Lago T26 4.5L I6         |        |
| Alfa Corse                                           | 26  | Carlo Felice Trossi             | DNA c | Alfa Romeo 158                       | Alfa Romeo 1.5L I8 Kompressor   |        |
| Alfa Corse                                           | 26  | Alberto Ascari                  |       | Alfa Romeo 158                       | Alfa Romeo 1.5L I8 Kompressor   |        |
| Alfa Corse                                           | 28  | Consalvo Sanesi                 |       | Alfa Romeo 158                       | Alfa Romeo 1.5L I8 Kompressor   |        |
| Alfa Corse                                           | 30  | Jean-Pierre Wimille             |       | Alfa Romeo 158                       | Alfa Romeo 1.5L I8 Kompressor   |        |
| Scuderia Ambrosiana                                  | 32  | Luigi Villoresi/ Tazio Nuvolari |       | Maserati „4CLT/48“ d                 | Maserati 4CL 1.5L I4 Kompressor |        |
| Scuderia Ambrosiana                                  | 34  | Alberto Ascari                  | DNA e | Maserati „4CLT/48“ d                 | Maserati 4CL 1.5L I4 Kompressor |        |
| Automóvil Club Argentino                             | 36  | Oscar Gálvez                    | DNA   | Maserati 4CL                         | Maserati 4CL 1.5L I4 Kompressor |        |
| Automóvil Club Argentino                             | 38  | Juan Manuel Fangio              | DNA f | Maserati 4CL                         | Maserati 4CL 1.5L I4 Kompressor |        |
| Scuderia E. Platé                                    | 40  | Emmanuel de Graffenried         |       | Maserati 4CL(T) g                    | Maserati 4CL 1.5L I4 Kompressor |        |
| Scuderia E. Platé                                    | 42  | Nello Pagani                    |       | Maserati 4CL(T) g                    | Maserati 4CL 1.5L I4 Kompressor |        |
| Scuderia Besana                                      | 44  | Soave Besana                    |       | Ferrari 166 Spyder Corsa/„Inter“     | Ferrari 166 2.0L V12            |        |
| HW Motors                                            | 46  | John Heath                      |       | Alta „Grand Prix“                    | Alta 1.5L I4 Kompressor         |        |
| HW Motors                                            | 46  | George Abecassis                | RES   |                                      |                                 |        |
| White Mouse Stable h                                 | 48  | „B. Bira“                       | EXC i | ERA B-Type                           | ERA 1.5L I6 Kompressor          |        |
| ERA Ltd.                                             | 50  | Leslie Johnson                  | DNA j | ERA E-Type                           | ERA 1.5L I6 Kompressor          |        |
| L. Brooke                                            | 52  | Leslie Brooke                   | DNA i | ERA B-Type                           | ERA 1.5L I6 Kompressor          |        |

## Klassifikation

### Startaufstellung
| 3                 |                          | 2                           |                      | 1                   |
| ----------------- | ------------------------ | --------------------------- | -------------------- | ------------------- |
| Sanesi 2:51,2 min |                          | Ascari 2:44,7 min           |                      | Wimille 2:35,2 min  |
|                   | 5                        |                             | 4                    |                     |
|                   | Chiron 2:54,8 min        |                             | Étancelin 2:54,6 min |                     |
| 8                 |                          | 7                           |                      | 6                   |
| „Raph“ 2:57,6 min |                          | Giraud-Cabantous 2:57,4 min |                      | Comotti 2:55,8 min  |
|                   | 10                       |                             | 9                    |                     |
|                   | Rosier 3:05,2 min        |                             | Chaboud 3:04,8 min   |                     |
| 13                |                          | 12                          |                      | 11                  |
| Pozzi 3:10,4 min  |                          | Sommer 3:07,2               |                      | Fangio 3:05,4 min   |
|                   | 15                       |                             | 14                   |                     |
|                   | de Graffenried ohne Zeit |                             | Besana ohne Zeit     |                     |
| 18                |                          | 17                          |                      | 16                  |
| Heath ohne Zeit   |                          | Veyron ohne Zeit            |                      | Villoresi ohne Zeit |
|                   |                          |                             | 19                   |                     |
|                   |                          |                             | Pagani ohne Zeit     |                     |

### Rennergebnis
| Pos. | Nr. | Fahrer                          | Konstrukteur  | Runden | Zeit        | Ausfallgrund                                                   |
| ---- | --- | ------------------------------- | ------------- | ------ | ----------- | -------------------------------------------------------------- |
| 1    | 30  | Jean-Pierre Wimille             | Alfa Romeo    | 64     | 3:01:07,5 h |                                                                |
| 2    | 28  | Consalvo Sanesi                 | Alfa Romeo    | 64     | 3:01:32,0 h |                                                                |
| 3    | 26  | Alberto Ascari                  | Alfa Romeo    | 64     | 3:01:32,5 h |                                                                |
| 4    | 10  | Gianfranco Comotti              | Talbot        | 62     | + 2 Runden  |                                                                |
| 5    | 6   | „Raph“                          | Talbot        | 62     | + 2 Runden  |                                                                |
| 6    | 8   | Louis Rosier                    | Talbot        | 60     | + 4 Runden  |                                                                |
| 7    | 32  | Luigi Villoresi/ Tazio Nuvolari | Maserati      | 59     | + 5 Runden  |                                                                |
| 8    | 12  | Eugène Chaboud                  | Delahaye      | 59     | + 5 Runden  |                                                                |
| 9    | 2   | Louis Chiron                    | Talbot        | 49     | + 15 Runden |                                                                |
| (10) | 14  | Charles Pozzi                   | Talbot        | 45     | + 19 Runden | nicht im Ziel, aber gewertet?                                  |
| DNF  | 22  | Juan Manuel Fangio              | Simca-Gordini | 41     |             | Motor                                                          |
| DNF  | 42  | Nello Pagani                    | Maserati      | 37     |             | Ölleitung                                                      |
| DNF  | 4   | Yves Giraud-Cabantous           | Talbot        | 31     |             | Benzintank undicht                                             |
| DNF  | 24  | Philippe Étancelin              | Talbot        | 22     |             | Motor                                                          |
| DNF  | 44  | Soave Besana                    | Ferrari       | 19     |             | Motor                                                          |
| DNF  | 40  | Emmanuel de Graffenried         | Maserati      | 11     |             | Ölleitung                                                      |
| DNF  | 46  | John Heath                      | Alta          | 7      |             | Kupplung                                                       |
| DNF  | 20  | Pierre Veyron                   | Simca-Gordini | 5      |             | Ölpumpe                                                        |
| DNF  | 18  | Raymond Sommer                  | Maserati      | 2      |             | Pleuellager                                                    |
| DNS  | 16  | Eugène Martin                   | CTA-Arsenal   |        |             | Auto unfahrbar                                                 |
| DNS  | 18  | Raymond Sommer                  | CTA-Arsenal   |        |             | Auto unfahrbar                                                 |
| EXC  | 48  | „B. Bira“                       | ERA           |        |             | Fahrzeug wegen Überalterung nicht zur Rennteilnahme zugelassen |
| EXC  | 48  | Leslie Brooke                   | ERA           |        |             | Fahrzeug wegen Überalterung nicht zur Rennteilnahme zugelassen |

Schnellste Rennrunde:  Jean-Pierre Wimille (Alfa Romeo), 2:41,2 min = 174,5 km/h